# Herb Bad St. Leonhard im Lavanttal

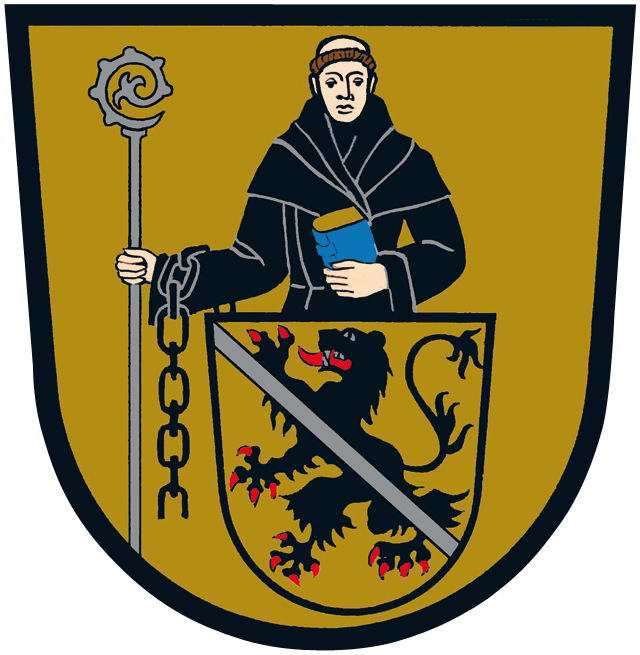
Herb miasta Bad St. Leonhard im Lavanttal

Herb miasta Bad St. Leonhard im Lavanttal stanowi w heraldycznie złotym polu en face postać świętego Leonarda w czarnym habicie z takimż łańcuchem przewieszonym przez prawą rękę, w której trzyma srebrny pastorał oraz niebieską księgą ze złotym grzbietem przyciśniętą do ciała lewą ręką. Nogi świętego schowane są za złotą tarczą ze srebrnym skosem przysłaniającym czarnego lwa z czerwonym językiem i takimiż pazurami.
Herb został zatwierdzony 29 kwietnia 1970 roku.